# Duma Quốc gia (Đế quốc Nga)
Duma Quốc gia hoặc Duma Hoàng gia là hạ viện, một phần của hội đồng lập pháp vào cuối Đế quốc Nga, trong đó tổ chức các cuộc họp của nó trong Cung điện Taurida ở Sankt Peterburg. Nó triệu tập bốn lần trong khoảng thời gian từ 27 tháng 4 năm 1906 và sự sụp đổ của Đế chế vào tháng 2 năm 1917. Duma thứ nhất và thứ hai là dân chủ hơn và đại diện cho một số lượng lớn các loại quốc gia hơn so với người kế vị của họ. Duma thứ ba bị chi phối bởi các quý ông, địa chủ và doanh nhân. Đuma thứ tư tổ chức năm phiên; nó tồn tại cho đến ngày 2 tháng 3 năm 1917 và chính thức bị giải thể vào ngày 6 tháng 10 năm 1917.

## Một số ghế ngồi trong Duma Quốc gia Đế quốc Nga
| Đảng                              | Duma đầu tiên  | Duma thứ hai   | Duma thứ ba    | Duma thứ tư    |
| --------------------------------- | -------------- | -------------- | -------------- | -------------- |
| Đảng Lao động Dân chủ Xã hội      | 18 (Menshevik) | 47 (Menshevik) | 19 (Bolshevik) | 15 (Bolshevik) |
| Đảng Cách mạng Xã hội Chủ nghĩa   | –              | 37             | –              | –              |
| Đảng Lao động                     | 136            | 104            | 13             | 10             |
| Đảng Tiến bộ                      | 27             | 28             | 28             | 41             |
| Đảng Dân chủ lập hiến (Kadet)     | 179            | 92             | 52             | 69             |
| Các nhóm quốc gia không thuộc Nga | 121            | –              | 26             | 21             |
| Đảng Trung tâm                    | –              | –              | –              | 33             |
| Đảng Tháng Mười                   | 17             | 42             | 154            | 95             |
| Chủ nghĩa dân tộc                 | 60             | 93             | 26             | 22             |
| Cánh hữu                          | 8              | 10             | 147            | 154            |
| TOÀN BỘ                           | 566            | 453            | 465            | 448            |